# Коньово (Біловський округ)
Коньо́во (рос. Конёво) — село у складі Біловського округу Кемеровської області, Росія.

## Населення
Населення — 320 осіб (2010; 434 у 2002).
Національний склад (станом на 2002 рік):
- росіяни — 91 %